# Aborto en Jalisco
La Interrupción Legal del Embarazo en Jalisco (ILE) refiere al estatus legal que tiene en ese estado mexicano, donde el aborto inducido está despenalizado de facto desde abril de 2024 (por el amparo en revisión AR 344/2023 del Segundo Tribunal Colegiado en Materia Penal del Tercer Circuito), y de iure desde octubre de 2024, a petición de cualquier mujer gestante en la entidad hasta la duodécima semana; además de las causales de violación, imprudencial, peligro de muerte, daño a la salud, alteración al producto y fecundación asistida indebida.
Jalisco es la decimotercera entidad federativa en México en despenalizar el aborto electivo, y la novena en hacerlo desde las jurisprudencias de 2021 y 2023 de la Suprema Corte de Justicia de la Nación (acciones de inconstitucionalidad AI 148/2017, AI 106/2018, AI 107/2018 y AI 54/2018; amparo en revisión AR 267/2023). La armonización de su Constitución y su Ley de Salud aún está pendiente, por lo que se deberían utilizar los lineamientos federales para subsanar los vacíos y lagunas jurídicas sobre diversos temas y protocolos.

## Marco normativo actual
|  |  |
|  |  |

### Regulación Constitucional del Estado
| Artículo | Concepto                                                                               | Descripción |
| -------- | -------------------------------------------------------------------------------------- | --- |
| 4.º      | Título Primero. Capítulo III. De los Derechos Humanos y sus garantías. Primer párrafo. | Toda persona, por el solo hecho de encontrarse en el territorio del Estado de Jalisco, gozará de los derechos que establece esta Constitución, siendo obligación fundamental de las autoridades salvaguardar su cumplimiento. Asimismo, el Estado de Jalisco reconoce, protege y garantiza el derecho a la vida de todo ser humano, al sustentar expresamente que desde el momento de la fecundación entra bajo la protección de la ley y se le reputa como nacido para todos los efectos legales correspondientes, hasta su muerte natural. (Inválida de manera general por precedentes de la SCJN AI 106/2018 y AI 107/2018) |

### Regulación penal
| Artículo  | Concepto                             | Descripción |
| --------- | ------------------------------------ | --- |
| 228.º     | Sanciones por aborto doloso          | Gestante: 4 meses a 1 año de prisión (después de la semana 12 de gestación |
| 228.º Bis | Sanciones por aborto forzado         | 3 a 6 años (si se emplea violencia física o psicológica aumenta de 4 a 6 años de prisión) |
| 228.º Bis | Sanciones por aborto forzado         | Además de suspensión profesional de 1 a 5 años para personal de medicina, enfermería o matronería |
| 228.º Ter | Sustitución por medidas alternativas | Siempre que la mujer o la persona gestante lo solicite |
| 228.º Ter | Sustitución por medidas alternativas | Determinadas por la persona juzgadora aunque la mujer o la persona gestante no lo solicite |
| 228.º Ter | Sustitución por medidas alternativas | Provistas por instituciones del estado |
| 229.º     | Causales del aborto legal doloso     | Excluyentes de responsabilidad en: I imprudencial, II violación y fecundación asistida indebida, III peligro de muerte y daño a la salud y IV alteración al producto                                                                      |
| 229.º     | Causales del aborto legal doloso     | En la fracción II se menciona explícitamente el abuso sexual infantil, sin que sea necesaria una denuncia previa ante el Ministerio Público. Así mismo, en las fracciones III y IV se necesita el juicio de un profesional de la medicina |

### Regulación de salud
| Artículo | Concepto                                                                                                 | Descripción |
| -------- | --- | --- |
| 187.º    | Título Séptimo. De los Recursos Humanos para la Salud. Capítulo II. Profesionales, Técnicos y Auxiliares | El personal médico tiene derecho a no realizar actividades, investigaciones, métodos, prácticas, procedimientos, programas o tratamientos si sus convicciones personales o creencias religiosas no se los permiten                                                                             |
| 187.º    | Título Séptimo. De los Recursos Humanos para la Salud. Capítulo II. Profesionales, Técnicos y Auxiliares | Sin embargo, cuando la salud o vida de la o el paciente se encuentren en riesgo, el personal objetor está obligado a referirlos con otra u otro profesional no objetor o aplicar las medidas médicas necesarias. En caso de no hacerlo, podrán ser sancionados por responsabilidad profesional |
| 187.º    | Título Séptimo. De los Recursos Humanos para la Salud. Capítulo II. Profesionales, Técnicos y Auxiliares | La Secretaría de Salud podrá emitir las disposiciones y lineamientos para ejercer el derecho a la objeción de conciencia, sin que se genere discriminación en el empleo hacia quien lo haga valer.                                                                                             |

## Iniciativas de despenalización
Tras el fallo de la Suprema Corte de Justicia de la Nación, el 23 de marzo de 2022 se otorgó un amparo en contra del delito de aborto en el estado de Jalisco.
El 24 de abril de 2024, el Segundo Tribunal Colegiado en Materia Penal del Tercer Circuito ordenó al Congreso estatal remover los artículos que penalizan el aborto de su código penal. La demanda legal fue iniciada por GIRE, organización feminista que sigue una estrategia de presentar amparos en los estados que aún no han modificado su código penal para derogar el aborto, con el apoyo del Centro de Acompañamiento, Desarrollo e Investigación Feminista A.C., Centro de la Diversidad y los Derechos Sexuales A.C., Omeyoca, Psicoterapia, Sexología y Desarrollo, S.C., Centro de Justicia para la Paz y el Desarrollo A.C., así como el Colectivo Latinoamericano Emma Goldman A.C.
El 4 de octubre del 2024, legisladores avalaron modificar el código penal de la entidad, y se creó la Comisión Especial Temporal para resolver los requerimientos derivados de acciones de inconstitucionalidad.El Congreso de Jalisco despenalizó entonces el aborto libre hasta las 12 semanas de gestación, con una votación de 20 a favor, 16 en contra y 2 abstenciones.Tras la sentencia, GIRE resaltó que la despenalización fue "a medias", ya que lo que cambia es que las mujeres no serán criminalizadas por abortar de manera voluntaria, pero no se garantiza el acceso seguro y gratuito a todas las mujeres.Asimismo, el gobernador Enrique Alfaro declaró dicha reforma no sería vetada, a pesar de las exigencias que le hicieron activistas provida.

## Datos

### Estadísticas
Hasta la fecha y al igual que las otras entidades, a excepción de la CDMX, tanto la secretaría de salud como los servicios de salud del estado (SSJ) aún no pública, de manera accesible y constante, información sobre el número de procedimientos (totales, por año o por unidad de atención), sobre las usuarias o los usuarios (procedencia, edad, nivel educativo, estado civil, ocupación, número de hijos o semanas de gestación) o sobre el tipo de procedimiento.

### Unidades, procedimientos y requisitos
Hasta la fecha y al igual que las otras entidades, a excepción de la CDMX, tanto la secretaría de salud como los servicios de salud del estado (SSJ) aún no ha facilitado la información sobre procedimientos, requisitos o unidades de atención.
Según el Directorio de Servicios de Aborto Seguro, programa federal a cargo del Centro Nacional de Equidad de Género y Salud Reproductiva (CNEGSR), existen 2 unidades (hospitales o clínicas) pertenecientes al sistema de salud local para atender los casos, los cuales son:
- Hospital Materno Infantil "Esperanza López Mateos", ubicado en la colonia Moderna de la ciudad de Guadalajara.
- Hospital Materno Infantil "San Martín de las Flores", ubicado en la colonia San Martin de Las Flores del municipio de Tlaquepaque.

Y 6 unidades (hospitales o clínicas) del ISSSTE, los cuales son:
- Clínica Médico Familiar N° 1 "Dr. Arturo González Guzmán", ubicado en la colonia Independencia de la ciudad de Guadalajara.
- Clínica Médico Familiar N° 2, ubicado en la colonia Villaseñor de la ciudad de Guadalajara.
- Clínica Médico Familiar N° 3, ubicado en la colonia U.H. Vicente Guerrero de la ciudad de Guadalajara.
- Clínica Médico Familiar Autlán de Navarro, ubicado en la colonia Fraccionamiento Las Ceibas de la ciudad de Autlán de Navarro.
- Clínica Médico Familiar Lagos de Moreno, ubicado en la colonia Centro de la ciudad de Lagos de Moreno.
- Hospital Regional "Valentín Gómez Farías", ubicado en la colonia El Capullo del municipio de Zapopan.

También se han instalado otras clínicas privadas en las principales ciudades de la entidad.
Como indica la guía federal del Lineamiento Técnico para la atención del Aborto Seguro en México (siguiendo los estándares de la Organización Mundial de la Salud), en la actualidad, el legrado uterino instrumental se considera obsoleto, nocivo y está totalmente desaconsejado. En su lugar, los protocolos federales sugieren dos abordajes para interrumpir embarazos de manera segura y de calidad, siempre y cuando se realicen bajo las condiciones médicas correctas y en un contexto de legalidad:
- Aborto farmacológico, con el uso de mifepristona y misoprostol por diferentes vías (vestibular, vaginal o sublingual) ya sea combinado (ambas sustancias) o de manera individual (misoprostol únicamente). Ambos medicamentos provocan dilatación del cérvix y contracciones uterinas que contribuyen a la expulsión de su contenido. La dosis y vía de administración del tratamiento depende de las semanas de gestación o del antecedente de cirugías uterinas previas. Se considera no invasivo por lo que no necesita de un antibiótico profiláctico (previo a la intervención). En el régimen combinado (comparado con el individual) el tiempo para la resolución del aborto es menor (en horas o días) y suele haber menos molestias posteriores. Su éxito terapéutico podría disminuir conforme aumenta la edad gestacional. Antes de la semana 10, el procedimiento puede realizarse total o parcialmente autogestionado y con una asesoría o vigilancia mínima (ya sea por prestador/a de servicios de salud o por colectiva de acompañamiento). En cambio, entre la semana 10 y 12 se requiere mayor seguimiento y vigilancia por el personal especializado. Está contraindicado en presencia de inestabilidad hemodinámica y sepsis.
- Aborto quirúrgico, a través de la succión del producto con la ayuda de instrumentación médica de operación manual o eléctrica (como cánulas, tubos o bombas). Sí precisa de antibiótico profiláctico (previo a la intervención), así como de bloqueo paracervical y analgésicos. Las molestias posteriores serían mínimas y la resolución del aborto es inmediata. También es conocido como aspiración endouterina y es la primera elección cuando hay presencia de inestabilidad hemodinámica y sepsis.

Al tratarse de procedimientos médicos, se tiene la posibilidad de presentar pequeñas molestias que pueden controlarse satisfactoriamente si se toman las medidas preventivas y se sigue fielmente las recomendaciones del personal especializado. Estas pueden ser dolor cólico y sangrado transvaginal, ligeramente mayor a lo experimentado en una menstruación. La intensidad de lo anterior disminuirá de manera progresiva, aunque podría continuar en menor cantidad y de manera esporádica durante las primeras 4 a 6 semanas. También se puede experimentar algo de fiebre en las primeras 24 horas, la cual cederá con la ingesta de antipiréticos. Así mismo, para evitar el riesgo de infección, se deberán tomar medidas de higiene vaginal y no se recomienda tener relaciones sexuales en un periodo aproximado de dos semanas.
Igualmente, existe una pequeña posibilidad, y bastante infrecuente, de experimentar algunos riesgos. De esta manera, la o el paciente deberá buscar atención médica inmediata ante los siguientes datos de alarma: ausencia de sangrado o cantidad mínima de este (sobre todo entre las primeras 4 a 6 horas posteriores ya que puede indicar fallo en el procedimiento o un embarazo ectópico), un sangrado persistente y progresivo (que empape más de dos toallas higiénicas por hora durante dos horas consecutivas), secreción fétida, debilidad, mareo, reacciones alérgicas a algún medicamento (como exantemas o edemas faciales o bucales), así como fiebre o malestar general después de las primeras 24 horas.
En el primer trimestre, los procedimientos siempre deberían ser ambulatorios, por lo que pueden realizarse en cualquier unidad de primer nivel (centros de salud o clínicas familiares). En el segundo trimestre se requeriría de atención intrahospitalaria, por lo que pueden realizarse en cualquier unidad de segundo nivel (hospitales generales o regionales).
Así mismo, el Lineamiento Técnico para la atención del Aborto Seguro en México hace hincapié en dos leyes federales fundamentales: la NOM-046-SSA2-2005 y la Ley General de Víctimas (LGV). Estas dos últimas normatividades señalan que para acceder a la Interrupción Voluntaria del Embarazo (en caso de violación) no se necesita presentar denuncia previa ante el Ministerio Público o contar con la autorización de éste. Debido al principio de buena fe, el único requisito es una solicitud por escrito bajo protesta de decir la verdad, en la que se manifiesta que dicho embarazo es producto de una violación. El personal de los servicios de salud no está obligado a verificar el dicho de las y los solicitantes. Las personas menores de 12 años requieren autorización de madre, padre, tutor o representante legal. En cambio, las y los menores de edad, pero mayores de 12 años ya no necesitan de aquel permiso (pueden tomar la decisión de manera autónoma). Finalmente, ni la LGV ni la NOM-046-SSA2-2005 establecen límites gestacionales para hacer valer el derecho al aborto cuando existe una agresión sexual. La misma SCJN ha emitido sentencias que validan todo lo anterior (amparos en revisión AR-601/2017, AR-1170/2017, AR-438/2020 y AR-438/2020; controversias constitucionales CC 53/2016 y CC 45/2016).
Finalmente y posterior a la consejería, las y los pacientes tendrían que llenar y firmar formatos sobre el consentimiento informado pues representa el principal instrumento jurídico y ético para que la persona sea dueña efectiva de sus decisiones, como corresponde a su dignidad y autonomía. A través de este documento, las personas usuarias del servicio otorgarán o no su autorización para cada uno de los procedimientos (como la modalidad de abordaje o el método anticonceptivo posterior), las posibles alternativas o los probables riesgos. Así mismo, las y los pacientes tienen el derecho y facultad de poder revocarlo si así lo quieren. En caso de personas con discapacidad transitoria o permanente, el consentimiento informado debería ser suscrito por el familiar más cercano o el tutor / representante legal. En casos extremos, cuando no exista acompañante y la persona usuaria cuenta con una discapacidad, el personal médico (previa valoración y con el acuerdo de por lo menos dos profesionales) podrían otorgar el consentimiento informado.